# Digital Spy
Digital Spy ( DS ) — британський вебсайт і бренд із розваг, телебачення та кіно, який є найбільшою цифровою власністю Hearst UK . З моменту свого запуску в 1999 році Digital Spy зосереджується на розважальних новинах, пов’язаних із телевізійними програмами, фільмами, музикою та шоу-бізнесом для широкої авдиторії.
Окрім останніх новин, детальних характеристик, оглядів та редакційних роз’яснень, на сайті також є форум «DS Forum».

## Історія

### digiNews (1999)
На початку січня 1999 року Ян Чепмен запустив вебсайт digiNEWS, на якому були представлені новини, чутки та інформація про нову цифрову супутникову платформу SkyDigital. У той же час Кріс Бутчер запустив веб-сайт ONfaq, пропонуючи подібні новини та інформацію про нову цифрову ефірну платформу Великобританії ONdigital. Обидва сайти виявилися популярними, привернувши велику увагу відвідувачів. Дуже скоро Чепмен і Бутчер обговорили ідею злиття двох сайтів, щоб створити мережу digiNEWS.

Оригінальний логотип Digital Spy використовувався з 1999 по 2013 рік

28 лютого 1999 року digiNEWS і ONfaq об'єдналися і були перейменовані як сайти нової «мережі digiNEWS». Згодом до мережі приєдналося більше вебсайтів, зокрема Cablenews:uk Кріса Норріса (охоплює кабельні послуги NTL і TeleWest), DVDNews Марка Хьюза (новини та огляди на DVD) і TV:uk Ніла Вілкса (телевізійні новини та плітки). Мережа зростала, але все ще обслуговувалась з особистого вебпростору від провайдерів накшталт Freeserve, тому після обговорення проблеми з гуру вебсайтів Хосе Кардозо розпочалася робота над інтеграцією безлічі сайтів в єдиний портал.
Важливо, щоб новий сайт був легко доступним [кому?], тож адреса .COM була кращою, але адреса diginews.com вже була зайнята. Після активного листування[джерело?] було обрано назву «Digital Spy».

### Digital Spy (2000–2011)
Форуми Digital Spy, створені на платформі форумів UBB, вперше запрацювали 1 березня 2000 року. Новинний портал під новою назвою «Digital Spy» запрацював 19 травня 2001 року на спеціально створеній системі керування вмістом під назвою RAMS (Система віддаленого керування статтями).
Digital Spy Limited була зареєстрована наприкінці 2001 року Аланом Джеєм, Нілом Вілксом та Марком Гьюзом, а пізніше як акціонери приєдналися Ян Чепмен, Хосе Кардозо та Джеймс Велш.
9 квітня 2008 року було оголошено, що вебсайт придбав видавець журналу Hachette Filipacchi UK, дочірньої компанії Lagardère Group за «значну» суму .
У березні 2011 року колишній редактор NME.com і FHM.com Девід Мойніган замінив Ніла Вілкса на посаді редактора.

### Digital Spy у Hearst (2011 – дотепер)
1 серпня 2011 року право власності на Hachette UK було продано Hearst Magazines UK, що не вплинуло на редакційну команду Digital Spy та її діяльність.
2 травня 2013 року Digital Spy переміг у номінації «Редакційна команда року 2013» на British Media Awards. 3 липня 2014 року Digital Spy переміг у номінації «Споживчий сайт року 2014» на AOP Digital Publishing Awards.
У жовтні 2015 року Digital Spy перемістила свою систему керування вмістом з RAMS на нещодавно розроблену Media OS від Hearst.
У листопаді 2015 року головним редактором призначили колишнього редактора Heat Джуліана Лінлі.  У листопаді 2016 року посаду редактора отримав колишній редактор T3 і Gizmodo UK Метт Гілл.
У січні 2017 року Digital Spy став офіційним партнером Національної телевізійної премії, яка проходила на O2 Арена і транслювалася в прямому ефірі на ITV.
У жовтні 2017 року Digital Spy переміг у номінації «Команда року з цифрового контенту» від PPA і потрапив у шорт-лист «Вебсайт року» та «Керівник року в області контенту». У грудні 2017 року майже мільйон людей проголосували за DS у рамках Reader Awards. У березні 2018 року Digital Spy увійшов у шорт-лист міжнародного веб-сайту року на Hearst Editorial Excellence Awards .
У жовтні 2018 року Digital Spy другий рік поспіль отримав відзнаку PPA Digital Content Team of the Year. 
22 березня 2021 року Digital Spy оголосив на своєму сайті, що вони закриють свої дискусійні форуми, не пов’язані з розвагами (накшталт форумів про політику та загальні дискусії), і в основному збережуть ті, що стосуються кіно, розваг і телебачення, щоб змінити фокус свого вебсайту. Підтвердженої дати внесення змін не було вказано, але закриття відбулося раптово через 24 години. Це засмутило багатьох постійних підписників.

## Digital Spy Awards
У 2008 році вебсайт провів свою першу премію Digital Spy Soap Awards. Шорт-лист номінацій обрав редактор серіалу Digital Spy Кріс Ґрін. З 2014 року нагорода стала щорічною та змінила назву на Digital Spy Reader Awards. Вона проводить опитування читачів сайту щодо кращих моментів у різних категоріях.